# Biometán
A biogáz forgalomképes (a földgázzal tkp. azonos tulajdonságú, pontosabban: valamivel magasabb fűtőértékű), tisztított változata. Kénhidrogént egyáltalán nem tartalmazhat. A vízgőz és széndioxid nyomokban megengedett.

## Technológiák

### Elmélet

#### Vizes mosás
Bár nem ad teljesen forgalomképes minőséget, de azt igen jól közelíti, ezért - olcsósága folytán - első lépcsőként való alkalmazása igen ajánlatos. Ciklusszervezési meggondolás miatt általában ellenáramú mosást alkalmaznak. Szabadon használható technológia (nincs licencdíja).
A nyomás 9–12 bar, fizikai adszorpcióval ill. a közismert szénsav-reverzióval vonják ki a fő szennyezőket (kénhidrogént, széndioxidot, nitrogént, esetleg ammóniát is). Az ötletet az adta, hogy a metán rendkívül rosszul oldódik vízben (pl. a kénhidrogénnél 100-szor rosszabban). Egyetlen hátránya, hogy a gáz vízgőz-tartalma feldúsul (de a szárítási többletköltség elenyésző, pontosabban nincs arányban az elérhető megtakarítással).

#### Kéntelenítés
Ha vizes mosással kéntelenítünk, felesleges. Ennek ellenére rengeteg kéntelenítési eljárás fejlődött ki (elsősorban az abszolút száraz - a szabványos követelményt messze meghaladó, speciális - végtermék előállítása céljából, amelyeknél a vizes mosás nem fizetődik ki). Ezek túlnyomó része vastartalmú szűrőközeget használ, de van cinkoxidos, aktív szenes, stb. eljárás is.

### Gyakorlat
Bár igen sok eljárás ismeretes, hazai alkalmazásra gyakorlatilag kétféle technológia ajánlható. Az eléjük alkalmazott vizes mosó nem befolyásolja a megoldást (mindkét esetben komplett, konténerbe szerelt finomító vásárolható), csak az üzemköltséget (a kéntelenítés költsége nulla, a széndioxid-mentesítésé minimális, gyakorlatilag csak a szárításnak van költsége, mely vagy szűrős páraleválasztós, szakaszos, vagy komprimálás-hűtés-dekomprimálás-melegítés fokozatú cseppfolyósítós, folyamatos).
Megjegyzés:  A biogáztermelő reaktor folyamatos üzemben működhet hatékonyan, a tüzelőanyag iránti igény viszont a napszaktól, a hét napjától illetve az évszaktól függően ingadozik. A biogáztermelés és a hasznos felhasználás eltérő ütemű változásai miatt a tárolás fontos megoldandó feladatként jelentkezik. A mai kisnyomású tárolók néhány órás tárolásra alkalmasak, és ha megtelik a tároló, a reaktorból érkező gázt el kell használni. Ha nincs más lehetőség, a biztonsági fáklyára vezetik rá. A folyékony biogáz a megújuló energiaféleségeknek az egyik legjobban tárolható és emiatt azoknak legértékesebb fajtái közé tartozik.Az energiafordulat végrehajtása megkövetelné, hogy minden olyan biogáz-felhasználást, amely más megújuló energiával pótolható, váltsanak ki. Nap- vagy szélenergia felhasználásával előállított folyékony nitrogénnel (gázkompresszorok nélkül) működtethető bármely folyékony biogáz (LBG?) tároló, és olyan kondenzátor, amely a biogáznak minden -175 °C-knál magasabb párolgási hőmérsékletű komponensét leválasztja. A kondenzálás a mosást feleslegessé teheti. A ma elterjedt robbanómotoros generátorok nem jelentik a biogáznak a leghatékonyabb felhasználását. A folyékony biogáz nagyon hasznosan lenne felhasználható akár a közlekedésben, akár a más módon tárolt energia visszanyerésekor a közös hatékonyság fokozására.

#### Pucking (Ausztria)
Az ausztriai Pucking település mellett működő mintaprojekt max. 6 {\displaystyle m^{3}}/h biometánt ad.

#### Sterling Fluid Systems
A németországi Sterling Bioclean márkájú konténer max. 70 {\displaystyle m^{3}}/h biometánt ad.

#### Kaposvár
A cukorgyár biogáz üzeme a cukorgyártás melléktermékeiből és más anyagokból kb. 35 millió {\displaystyle m^{3}}/év biogázt ad.